# Le Soir de Rezonville
Le Soir de Rezonville est un panorama réalisé par Alphonse de Neuville et Édouard Detaille entre 1882 et 1883. Huile sur toile de 120 mètres de long pour 14 de haut, elle représente la situation sur le terrain à 19h le 16 août 1870 lors de la Bataille de Mars-la-Tour. 
En 1896, la toile sera découpée en 115 fragments qui seront vendus aux enchères. 
Une vingtaine de fragments sont conservés au musée de Gravelotte en Moselle et une demi douzaine au Musée de l'Armée à Paris.

## Histoire

### Le projet financier
Entre 1879 et 1880, la Belgique connaît une frénésie spéculative autour des panoramas, suivant le succès des projets de Charles Castellani. Dans ce contexte, un groupe d'hommes d'affaires belges voit une opportunité de capitaliser sur la popularité de deux des peintres français les plus renommés de scènes militaires, Édouard Detaille et Alphonse de Neuville.
Le groupe a approché de Neuville et Detaille séparément, proposant un projet qui mettrait en valeur leurs talents et commémorerait les événements de la guerre franco-prussienne. De Neuville fut le premier à signer, les journaux belges annonçant des opportunités d'investir lors de l'exposition de ses peintures. Des reproductions de son travail étaient exposées à Bruxelles pour attirer davantage d'investisseurs potentiels. Detaille fut également contacté et accepta de collaborer avec de Neuville sur le projet après une visite pour rencontrer les financiers à Bruxelles. Ensemble, ils acceptèrent de créer deux panoramas, l'un pour Paris qui sera le Panorama de la bataille de Champigny et un autre pour Vienne, qui sera le panorama de la bataille de Rezonville (ou Mars-la-Tour du cote allemand).
La Société Anonyme du Grand Panorama National de Vienne fut établie par un acte le 20 avril 1880, publié dans la Gazette belge le 4 mai 1880. La société fut formée pour capitaliser sur le succès de la souscription de la Société Nationale du Panorama de Paris qui fut souscrite plus de 2000 fois. L'appel à souscription pour 1 500 actions d'une valeur nominale de 100 francs pour un prix de 200 francs, 50 payables à la souscription et 150 à la réception des titres d'actions. Puisque la société était enregistrée avec un capital de 450 000 francs divisés en 4 500 actions de 100 francs chacune et 4 500 actions sans valeur nominale, cela signifie que les fondateurs ont vendu un tiers du capital versé pour payer la souscription des 3 000 actions qu'ils ont gardées tout comme les 4 500 actions de sans valeur nominale. Ils conservent donc 7 500 actions sur les 9 000 émises sans verser un sou de leur poche.

### Realisation de l'oeuvre
La toile fait 120 m de circonférence sur 14 m de haut et pèse 3 tonnes et a été realisée par les deux peintres dans un atelier de la banlieue parisienne.  La toile est centrée sur la rencontre, à la vieille croix de Rezonville, entre le général Bourbaki à la tête de la Garde impériale et le maréchal Canrobert  commandant le VIe corps d'armée.
Pour la réalisation, ils s’entoureront d’une équipe (dont le peintre Paul Mathey), pour les aider à peindre le paysage mais se réserveront les figures. 

Le principe du panorama date de la fin du 18eme siècle et pendant tout le siècle suivant les techniques de production et de présentations s’améliorent. G. Bapst a témoigné de la technique de Detaille et de Neuville : 
Voici comment procèdent ces deux artistes : après avoir choisi le point d’où la vue sera prise, point qui doit correspondre à la plate-forme, ils lèvent, par la photographie, toutes les parties de l’horizon qu’ils rajustent ensuite ; sur cette reproduction exacte, ils exécutent l’esquisse de la peinture au dixième, aussi poussée que possible, afin qu’il n’y ait plus qu’à la transporter sur la toile. Pour reporter le paysage tel que la photographie le donne, ils se servent de projections photographiques lumineuses : on divise la toile et la photographie en dix parties égales correspondantes ; on projette chacune des parties photographiées sur les parties de la toile où elle doit être reproduite ; puis, au moyen du fusain, on trace les lignes que dessine la lanterne lumineuse et l’on a ainsi exactement le paysage.
Contrairement aux autres peintres de panoramas, Detaille et de Neuville procèdent directement à l’œil aux modifications de perspective. Le réalisme reste saisissant, même pour ceux qui ont participé à la bataille. G. Gœtschy raconte ainsi une visite à l’atelier où se tient le panorama de Rezonville : 
Nous rejoignons les trois visiteurs et nous voilà tous gravissant, à la queue-leu-leu, l’étroit escalier qui conduisait à la plate-forme. En y atteignant, le général Bourbaki qui menait le défilé, ne put se défendre d’un peu de saisissement. Devant lui, reproduit dans tous ses détails avec une miraculeuse exactitude et une surprenante fidélité, se déroulait le champ de bataille de Rezonville. Ce fut au tour de ses collègues à s’extasier après lui. L’on reconstitua, de point en point, l’histoire du combat. De Neuville et Detaille énuméraient, tour à tour, et les noms des villages et les numéros des régiments. Pas un coin de la vaste toile où tout ne fut en sa place, et pas la plus mince erreur à relever ! Les troupes évoluaient dans leur ordre et les portraits criaient la ressemblance. Un instant le général de cavalerie parut soucieux : Il cherchait sa brigade. De Neuville la lui fit apercevoir dans le lointain du tableau, grande au plus comme la main, exactement à l’endroit qu’elle avait occupé - tout en s’excusant, avec un sourire, de n’avoir pas pu faire mieux, par égard pour la vérité » . 

### L'exposition de l'oeuvre
La peinture militaire est très en vogue sous la IIIe République, marquée par le patriotisme et l'esprit de revanche et les panoramas connaissent un fort succès en Europe dans les années 1880, plusieurs capitales possédant alors des rotondes pour les exposer. 

#### Vienne
Le panorama est est présenté à Vienne de 1883 à 1886.  

#### Paris
Le panorama de la bataille de Rezonville remplace de 1887 à 1892, le panorama de la Bataille de Champigny à la Rotonde du Panorama national (5, rue de Berri).

#### Berlin
Le panorama est exposé à Berlin de 1893 a 1895.
Le déclin du gout des spectateurs pour ce type d'attraction et les prémices du cinéma, entraine la disparition ou la restructuration de ces rotondes. Difficiles à exposer ailleurs et à conserver, les panoramas vont être détruits ou, plus rarement, découpés comme dans le cas du Soir de Rezonville.

## Inventaire des fragments
En 1896, le panorama de Rezonville est découpé en 115 fragments qui sont vendus aux enchères à la galerie Georges Petit à Paris,,. En outre on peut retracer les découpes successives suivantes, qui portent le nombre de fragments probable à 124 :
- le lot 52 a été découpé après 1903 pour séparer le Maréchal Canrobert du Général Bourbaki
- le lot 82 a été découpé en au moins deux fragments (probablement plus)
- les lots 94 et 96 ont été coupé en sept fragments entre 1896 et 1898
- le lot 97 a été découpé en au moins trois fragments

### Vente du 16 juin 1896
Le tableau suivant reprend le catalogue de la vente de 1896, indique la section du fragment sur le site de la Réunion des Musées Nationaux
| Lot | Section             | Auteur   | Titre | Commentaires (français) | H(cm) | L(cm) | Localisation/Vente et propriétaires |
| 1   | Section L           | Neuville | Après la bataille | Un officier de chasseurs à pied, blessé, appuyé sur son ordonnance, serre la main à un officier de dragons et à un officier d'état-major                                                                           | 185   | 250   | Musée de la guerre de 1870 et de l'Annexion (Gravelotte, France) Vendu par Casa Saráchaga (Argentine) le 22 septembre 2017, lot 519 |
| 2   | Section L           | Neuville | Un dragon ramasse des lances de uhlans | | 179   | 205   | |
| 3   | Section L           | Neuville | Après la "Chevauchée de la mort" | | 185   | 100   | |
| 4   | Section M           | Neuville | Cuirassiers de la brigade de Gammont (n°1) | | 78    | 240   | |
| 5   | Section N           | Neuville | Cuirassiers de la brigade de Gammont (n°2) | | 75    | 121   | |
| 6   | Section M           | Neuville | Cuirassiers de la brigade de Gammont (n°3) | | 62    | 160   | |
| 7   | Section O           | Neuville | Dragons de la brigade Murat (n°1) | | 125   | 236   | Ventre Lair-Dubreuil/ Petit Drouot (Paris, France) 17 mai 1913, lot 32 Vente MeetingArt, (Vercelli, Italie) le 22 octobre 2023, lot 202 Musée de la Guerre de 1870 et de l'Annexion (Gravelotte, France) en attente d'accrochage Le fragment représente clairement un groupe de cuirassiers et il n'y a pas d'autre fragment aux dimensions correspondantes, donc nous devons supposer une erreur dans l'étiquetage original. |
| 8   | Section M           | Neuville | Dragons de la brigade Murat (n°2) | | 106   | 215   | |
| 9   | Section M           | Neuville | Dragons de la brigade Murat (n°3) | Ce sont les dragons de Murat et les cuirassiers de Grammont qui chargèrent et dispersèrent les cuirassiers et les uhlans du général de Bredow                                                                      | 90    | 165   | |
| 10  | Section N           | Neuville | Le général prince Joachim Murat et des officiers | | 136   | 170   | |
| 11  | Section L           | Neuville | Un dragon gardant des prisonniers allemands (n°1) | | 205   | 148   | |
| 12  | Section N           | Neuville | Un dragon gardant des prisonniers allemands (n°2) | | 210   | 165   | Tourcoing, MUba Eugène Leroy Absent de l'inventaire en ligne mais mentionné par Robichin, on peut le supposer perdu |
| 13  | Section N           | Neuville | Un dragon gardant des prisonniers allemands (n°3) | | 152   | 176   | |
| 14  | Section L           | Neuville | Trompette de dragons | | 105   | 75    | |
| 15  | Section O           | Neuville | Dragon Au fond, les cuirassiers et carabiniers de la garde impériale | | 234   | 130   | Musée de la Guerre de 1870 et de l'Annexion (Gravelotte, France) Vente Bonhams (Jersey) May 8, 2006 Lot 149 |
| 16  | Section A           | Neuville | Cuirassiers et carabiniers de la garde impériale | | 120   | 165   | |
| 17  | Section N           | Neuville | Un capitaine d'état-major interroge deux prisonniers allemands, qu'accompagne un chasseur à pied de la garde impériale | | 165   | 233   | Musée de l'Armée (Paris) L'officier d'état-major n'est pas avec un chasseur à pied mais avec un hussard du premier régiment. |
| 18  | Section M           | Neuville | Un dragon tenant un cheval par la bride | | 107   | 150   | |
| 19  | Section J           | Neuville | Artilleur à pied menant par la bride son cheval blessé | | 93    | 169   | |
| 20  | Section K           | Neuville | Uhlan blessé et lignard mort | | 160   | 273   | Musée de la guerre de 1870 et de l'annexion (Gravelotte, France) |
| 21  | Section L           | Neuville | Cuirassier allemand, dragon français et uhlan gisant sur le sol | | 113   | 205   | Museum Jorn, (Silkeborg, Danemark) |
| 22  | Section L           | Neuville | Un fantassin français, blessé | | 145   | 112   | Musée de la guerre de 1870 et de l'Annexion |
| 23  | Section L           | Neuville | Un uhlan, un cuirassier allemand, morts | | 113   | 235   | Musée de l'Armée (Paris) |
| 24  | Section N           | Neuville | Lignard et uhlan tués | | 100   | 220   | Musée des Beaux-Arts de Caen. |
| 25  | Section M           | Neuville | Plusieurs chevaux allemands, groupe | | 121   | 111   | |
| 26  | Section O           | Neuville | Uhlan mort | | 145   | 202   | Musée de l'Armée (Paris) |
| 27  | Section K           | Neuville | Chasseur à pied, lignard et chevaux tués | | 213   | 295   | Musée de Grenoble |
| 28  | Section J           | Neuville | Deux fantassins français morts et un uhlan blessé | | 160   | 215   | |
| 29  | Section O           | Neuville | Un lignard, un chasseur à pied hors de combat | | 125   | 227   | Musée de l'Armée (Paris) |
| 30  | Section K Section L | Neuville | Clairon de chasseur à pied, mort | | 125   | 162   | |
| 31  | Section M           | Neuville | Un dragon tient un cheval à la bride | | 116   | 99    | |
| 32  | Section M           | Neuville | Un Chasseur tenant un cheval allemand par la bride et le caressant | | 93    | 100   | |
| 33  | Section K           | Neuville | Le général de Forton et le colonel Durand de Villers | | 93    | 162   | |
| 34  | Section K           | Neuville | Les chasseurs du colonel Durand de Villers (n°1) | | 145   | 250   | |
| 35  | Section K           | Neuville | Les chasseurs du colonel Durand de Villers (n°2) | | 155   | 115   | |
| 36  | Section J           | Neuville | Les Zouaves de la garde impériale en soutien de l'artillerie de la garde | | 105   | 330   | Musee de Nancy |
| 37  | ?                   | Neuville | Deux Dragons ; l'un est descendu de son cheval | | 50    | 40    | |
| 38  | Section N           | Neuville | Deux cuirassiers français, l'un est démonté | | 50    | 57    | |
| 39  | Section L?          | Neuville | Les trompettes d'un régiment de dragons | | 65    | 103   | |
| 40  | Section L ?         | Neuville | Coup d'obus | | 100   | 210   | |
| 41  | Section M           | Neuville | Un officier des zouaves de la Garde impériale est porté à l'ambulance | | 120   | 230   | Musée de la guerre de 1870 et de l'annexion (Gravelotte, France) |
| 42  | Section M           | Neuville | Un officier de la ligne blessé | | 98    | 121   | Musée de la guerre de 1870 et de l'annexion (Gravelotte, France) Vente Herman Historica (Munich Germany), 9 novembre 2011, Lot 5354 |
| 43  | Section J           | Neuville | Plusieurs blessés dont un officier supérieur, conduit à l'ambulance | | 91    | 217   | Musee de la guerre de 1870 et de l'annexion (Gravelotte, France) Vente Sotheby's New York du 1 février 2019, lot 641 |
| 44  | Section O           | Neuville | Chasseurs à pied et carabiniers de la garde impériale | | 133   | 227   | |
| 45  | Section O           | Neuville | Un chasseur à pied, tué | | 75    | 125   | |
| 46  | Section M           | Neuville | Deux cadavres de chevaux | | 114   | 230   | |
| 47  | Section N           | Neuville | Prisonniers prussiens | | 67    | 138   | |
| 48  | Section N           | Neuville | Giberne, bidon, bonnet de police | | 60    | 112   | |
| 49  | Section O ?         | Neuville | Deux sacs de lignards | | 75    | 199   | |
| 50  | Section O ?         | Neuville | Un sac de lignard | | 106   | 185   | |
| 51  | Section M           | Neuville | une charrue | | 100   | 213   | |
| 52  | Section CSection D  | Detaille | Rencontre du maréchal Canrobert, commandant le 6e corps et du général Bourbaki, commandant en chef de la Garde impériale | | 185   | 246   | Coupé en deux après 1903 (voir ci-dessous), les deux fragments sont maintenant au Musée de la Guerre de 1870 et de l'Annexion (Gravelotte, France) Le fragment Bourbaki a été mis en vente à Drouot le 25 novembre 1977, lot 58, puis vente Christie's New York, le 25 mai 1994, lot 33, ensuite Collection Forbes et vente Osenat (Fontainebleau, France) le 6 mars 2016, lot 136                                            |
| 53  | Section C           | Detaille | Le général Henri, chef d'état-major du 6e corps, le capitaine de Randal, de l'artillerie et d'autres officiers | Au fond le long d'un mur, des sapeurs du génie pratiquent des brèches | 380   | 306   | Musée de la Guerre de 1870 et de l'Annexion (Gravelotte, France) |
| 54  | Section C           | Detaille | Le commandant Caffarel, du corps d'état-major (sur un cheval gris), le lieutenant d'infanterie de Reynieres, des officiers d'état-major | Au fond, des sapeurs du génie | 200   | 238   | Musée de la Guerre de 1870 et de l'Annexion (Gravelotte, France) |
| 55  | Section D           | Detaille | Le général d'Auvergne, chef d'état-major du général Bourbaki et son aide de camp, le commandant Leperche | | 225   | 171   | Musée de la Guerre de 1870 et de l'Annexion (Gravelotte, France) previously in Collection Forbes et vente Osenat (Fontainebleau, France) le 5 mars 2016, lot 137 |
| 56  | Section D           | Detaille | Le capitaine de la Calle, de l'artillerie de la garde, le capitaine d'état-major Guillet, le commandant Chennevière et le commandant Denègre du corps d'état-major ; le lieutenant Sancy Parabère, des lanciers de la garde, le capitaine de Beaumont, des dragons de l'impératrice | | 240   | 300   | Palacio Paz (Buenos Aires, Argentina) |
| 57  | Section D           | Detaille | Le capitaine Pagès, du corps d'état-major ; maréchal des logis des guides, portant le fanion du général Bourbaki ; officier des chasseurs de la garde ; chasseurs de la garde | | 200   | 231   | |
| 58  | Section E           | Detaille | Chasseurs de la garde | | 160   | 220   | Vente Sotheby’s New York 23 octobre 2007, Lot 79 |
| 59  | Section C           | Detaille | Maréchal des logis portant un fanion ; officier de chasseurs et chasseurs | | 200   | 94    | Musée Saint Remi, Reims, en dépôt au Musée de la Guerre de 1870 et de l'Annexion, Gravelotte |
| 60  | Section E           | Detaille | Un groupe de Grenadiers de la garde impériale (1er régiment) ; des chevaux, des sacs, des armes, etc. | | 163   | 221   | The New York Athletic Club Collection, Peikin-Mueller, Inc., New York, acquis par Mr. and Mrs. Haussner en 1949 Vente Sotheby’s New York, 2 novembre 1999, Lot 139 |
| 61  | Section E           | Detaille | Des Grenadiers de la garde boivent à une fontaine ou remplissent les bidons de leurs camarades | | 210   | 280   | Vente Sotheby’s New York, 17 Octobre 1991, lot 151 |
| 62  | Section A           | Detaille | Un Trompette de l'artillerie de la garde mort, son cheval tué à côté | | 260   | 208   | Academia Militar de Caracas (Venezuela) |
| 63  | Section G           | Detaille | Les tambours du 1er régiment des grenadiers de la garde | | 88    | 315   | Musée Carnavalet, Paris (France) |
| 64  | Section G           | Detaille | Le Tambour major du 1er régiment des grenadiers de la garde | | 103   | 80    | Musée de l'Armée (Paris) |
| 65  | Section B           | Detaille | Chasseurs de l'escorte du maréchal Canrobert | | 238   | 276   | Présent au Grand Hotel Oslo jusqu'à la récente rénovation, localisation actuelle inconnue |
| 66  | Section F           | Detaille | Grenadiers et voltigeurs de la garde | | 175   | 215   | Vente Cornette St Cyr, Paris 28/29 mai 1991, lot 342 |
| 67  | Section H           | Detaille | Un grenadier de la garde conduit une mule portant un cacolet sur lequel deux blessés | | 180   | 210   | Musée du Château de Versailles, Ancienne collection personnelle d'Edouard Detaille |
| 68  | Section G           | Detaille | Le commandant Boussenard est porté à l'ambulance par quatre lignards | | 154   | 215   | Escuela de Guerra Buenos Aires (Argentine) |
| 69  | Section H           | Detaille | Blessés de l'artillerie conduits à l'ambulance | | 205   | 171   | Musée des Beaux Arts de Strasbourg |
| 70  | Section H           | Detaille | Transport de blessé | Au deuxième plan, un cuirassier français démonté, tient son cheval à la bride | 98    | 183   | Musée de Montréal (Canada) |
| 71  | Section G           | Detaille | Un sapeur du 1er régiment de grenadier de la garde | | 160   | 88    | Vente Freeman Fine Arts (Philadelphia PA, USA) 24 juin 2007; Lot n°8 |
| 72  | Section B           | Detaille | Artilleur et son cheval mort | A coté un caisson fracassé | 174   | 291   | Musée des Beaux Arts de Limoges (France) |
| 73  | Section F           | Detaille | Un gendarme de la prévôté du 6e corps indique à un blessé la direction à prendre pour atteindre l'ambulance | | 200   | 275   | Musée de Besançon, dépôt au Musée National de la Gendarmerie |
| 74  | Section F           | Detaille | Un gendarme de la prévôté du 6e corps | | 209   | 87    | |
| 75  | Section F           | Detaille | Grenadier de la garde portant des bidons | | 150   | 105   | Musée de l'Armée (Paris) |
| 76  | Section G           | Detaille | Des Voltigeurs de la garde portant un blessé | | 95    | 112   | |
| 77  | Section G           | Detaille | Grenadiers de la garde (n°1) | | 119   | 143   | Musée de l'Armée (Paris) |
| 78  | Section F           | Detaille | Grenadiers de la garde (n°2) | Au premier plan, une mare | 275   | 205   | |
| 79  | Section G           | Detaille | Grenadiers de la garde (n°3) | | 215   | 127   | Musée de la Guerre de 1870 et de l'Annexion (Gravelotte, France) Forbes Collection et Vente Osenat (Fontainebleau, France) du 6 mars 2016, lot 138 |
| 80  | Section G           | Detaille | Grenadiers de la garde (n°4) | | 220   | 135   | Museo Nacional de Bellas Artes, Buenos Aires, Argentine, Nº inventario 6355 |
| 81  | Section G           | Detaille | Grenadiers de la garde (n°5) | | 120   | 176   | Musée de la Guerre de 1870 et de l'Annexion (Gravelotte, France) |
| 82  | Section G           | Detaille | Grenadiers de la garde (n°6) | | 210   | 85    | Fragment coupé ultérieurement comme le montre le fragment vendu par Ader (Paris, France) 31 octobre 2008 Lot n° 96 |
| 83  | Section G           | Detaille | Grenadiers de la garde (n°7) | | 190   | 85    | Musee Carnavalet Paris, dépôt au musée de l'Armée (Paris) |
| 84  | Section G           | Detaille | Le Drapeau des grenadiers de la garde | | 270   | 153   | Musée de l'Armée (Paris, France) |
| 85  | Section F           | Detaille | Un Grenadier de la garde | | 210   | 125   | Vente Rago Arts, Lambertville (NJ USA), 10 septembre 10, 2011, lot 1168 |
| 86  | Section G           | Detaille | Un Chasseur tenant deux chevaux en main | | 135   | 164   | |
| 87  | Section B ?         | Detaille | Artilleur de la garde tué | | 82    | 170   | |
| 88  | Section F           | Detaille | Un clairon des grenadiers | | 69    | 48    | |
| 89  | Section F ?         | Detaille | Un Grenadier de la garde | | 85    | 133   | |
| 90  | Section H           | Detaille | Un clairon et un chasseur à pied, étendus morts | Sur une borne à droite les signatures de E. DETAILLE et de A. DE NEUVILLE | 130   | 170   | Musée Mandet (Riom, France) Vente Chevallier/Petit Drouot (Paris, France) 8 décembre 1898, lot 9 |
| 91  | Section G           | Detaille | Deux officiers des grenadiers de la garde | | 210   | 87    | |
| 92  | Section B           | Detaille | Un artilleur de la garde tué | Il est à demi dépouillé | 75    | 114   | Musée de Grenoble (France) |
| 93  | Section B           | Detaille | Un officier d'état-major | | 95    | 136   | Musee de la Guerre de 1870 et de l'Annexion (Gravelotte, France) Fragment retrouvé en 2023 dans un bureau de l'Ecole Militaire à Paris |
| 94  | Section B           | Detaille | A l'ambulance (n°1) | On amène des grenadiers et des voltigeurs de la garde, blessés, et des chasseurs à pied | 140   | 259   | Fragment découpé ultérieurement en quatre (a), Transport de blessés 1, au Musée Chateau Fort (Sedan, France) (b) transport de blessés 2, (c) cacolet and (d) Entrée de l'Ambulance au Musée de la guerre de 1870 et de l'annexion (Gravelotte, France), auparavant vendu à la vente Leslie Hindman Auctioneers, (Chicago, USA) 4 mai 2009, Lot 255 - avec un faux tampon Neuville                                             |
| 95  | Section B           | Detaille | A l'ambulance (n°2) | On y conduit des soldats blessés de la ligne | 125   | 182   | Vente Sotheby's (New York, USA) 18 mars 1998 Lot 117, puis Forbes Collection, et vente Osenat (Fontainebleau, France) March 6, 2016, lot 135 |
| 96  | Section A           | Detaille | Voiture d'ambulance | Devant un cheval blanc ensanglanté, un chasseur à pied blessé et d'autres tués | 200   | 155   | Fragment découpé en trois avant 1898 dont (a) un cheval blanc, (b) une ambulance et (c) deux chasseurs - Vente Butterfield & Butterfield (San-Francisco-Los-Angeles) 18 mai 1993, lot n°1525 vendu par le Fine Arts Museum de San Francisco, puis Forbes Collection et enfin Osenat (Fontainebleau, France) 6 mars 2016, lot 139                                                                                              |
| 97  | Section A           | Detaille | Gravelotte | Devant, quelques cadavres et des blessés. Plus loin la route qui mène à Metz, encombrée de voitures de blessés, d'isolés. Au loin le village de Gravelotte, éclairé par les derniers rayons du soleil à son déclin | 165   | 190   | Fragment découpé en trois dont (a) blessés et morts Vente De Baecque & Associés, (Lyon, France) 20 mars 2017 – Lot 590 - avec un faux tampon De Neuville et (b) Soldat mort, Musée de Belfort |
| 98  | Section A           | Detaille | Gravelotte, cacolets | Cependant ce n'est pas le gros du village qu'on aperçoit au fond mais seulement des maisons éparses les denières de Gravelotte                                                                                     | 145   | 173   | Ancienne Collection Forbes, Vente Osenat (Fontainebleau, France), 6 mars 2016 Lot 134 |
| 99  | Section B           | Detaille | Un moment d'arrêt | | 67    | 109   | |
| 100 | Section H           | Detaille | L'artillerie de la garde (n°1) | Les généraux Picard et Jeanningros se tiennent près des batteries, avec leur état-major et une escorte de guides de la garde                                                                                       | 160   | 233   | Vente Lair Dubreuil/G Petit Drouot (Paris, France) 17 mai 1913, lot 31 |
| 101 | Section H           | Detaille | L'artillerie de la garde (n°2) | | 156   | 197   | Musée de la guerre de 1870 et de l'annexion (Gravelotte, France) Vente Carayol (Biarritz, France) 9 aout 1998 Lot 230 |
| 102 | Section H           | Detaille | L'artillerie de la garde (n°3) | Devant plusieurs cadavres de chevaux | 190   | 160   | |
| 103 | Section H           | Detaille | L'artillerie de la garde (n°4) | Au premier plan, près du cadre, un fantassin tué | 190   | 150   | Boulogne-sur-Mer, Château-Musée |
| 104 | Section H           | Detaille | L'artillerie de la garde (n°5) | | 90    | 163   | Vente Lair-Dubreuil/Petit Drouot (Paris, France) 17 mai 1913, lot 33 |
| 105 | Section D           | Detaille | Deux uhlans morts | | 100   | 185   | Vente Chevallier/Petit Drouot (Paris, France) 8 décembre 1898, lot 10 |
| 106 | Section B ?         | Detaille | Un cheval tué, une selle | | 75    | 180   | |
| 107 | Section A           | Detaille | Cuirassier allemand, tué | | 44    | 94    | Musée de la guerre de 1870 et de l'annexion (Gravelotte, France) |
| 108 | Section D           | Detaille | Cuirassier allemand mort et son cheval tué | | 95    | 230   | |
| 109 | ?                   | Detaille | Une selle et divers objets | | 100   | 150   | |
| 110 | ?                   | Detaille | Sac, marmite, carabine, etc. | | 90    | 177   | |
| 111 | ?                   | Detaille | Sac, bidon, etc. | | 60    | 92    | |
| 112 | ?                   | Detaille | Bidons, fusils, etc. | | 37    | 195   | |
| 113 | ?                   | Detaille | Sac, Bidon, cartouches (n°1) | | 100   | 210   | |
| 114 | ?                   | Detaille | Sac, Bidon, cartouches (n°2) | | 90    | 176   | |
| 115 | Section E           | Detaille | Une rue de Rezonville | | 115   | 155   | Vente Ionesco (Neuilly sur Seine) 7 avril 1991 Lot 94 |

### La Vente de 1903
Une autre vente aux enchères a eu lieu à la galerie George Petit le 15 juin 1903, pour certains fragments. La copie du catalogue de la vente conservée à la bibliothèque de la collection Frick indique le prix atteint et le nom de l'acheteur noté par les participants.
| Lot | Description | H   | L   | Prix Francs | Acheteur         |
| 1   | Rencontre du maréchal Canrobert, commandant le 6e corps et du général Bourbaki, commandant en chef de la garde impériale | 185 | 246 | 1170        | Foinard          |
| 2   | Le commandant Caffarel du corps d'état-major (sur un cheval gris) ; le lieutenant d'infanterie de Reynières, des officiers d'état-major - au fonds des sapeurs du génie | 200 | 238 | 1150        |                  |
| 3   | Le général d'Auvergne, chef d'état-major du général Bourbaki et son aide de camp, le commandant Leperche | 225 | 171 | 950         |                  |
| 4   | Le capitaine de la Calle, de l'artillerie de la garde ; le capitaine d'état-major Guillet ; le commandant Chennevière et le commandant Denègre, du corps d'état-major ; le lieutenant Sancy Parabère, des lanciers de la garde ; le capitaine de Beaumont, des dragons de l'impératrice | 240 | 300 | 2800        | Foinard          |
| 5   | Un groupe de grenadiers de la garde impériale (1er régiment) ; des chevaux, des sacs, des armes, etc. | 163 | 221 | 920         | Meck (?)         |
| 6   | La Fontaine - des grenadiers de la garde boivent à une fontaine ou remplissent les bidons de leurs camarades | 210 | 280 | 1750        | Foinard          |
| 7   | Blessés de l'artillerie conduits à l'ambulance | 205 | 171 | 680         | Mme de Pourtalès |
| 8   | Un chasseur tenant deux chevaux en main | 135 | 164 | 680         | Helft            |

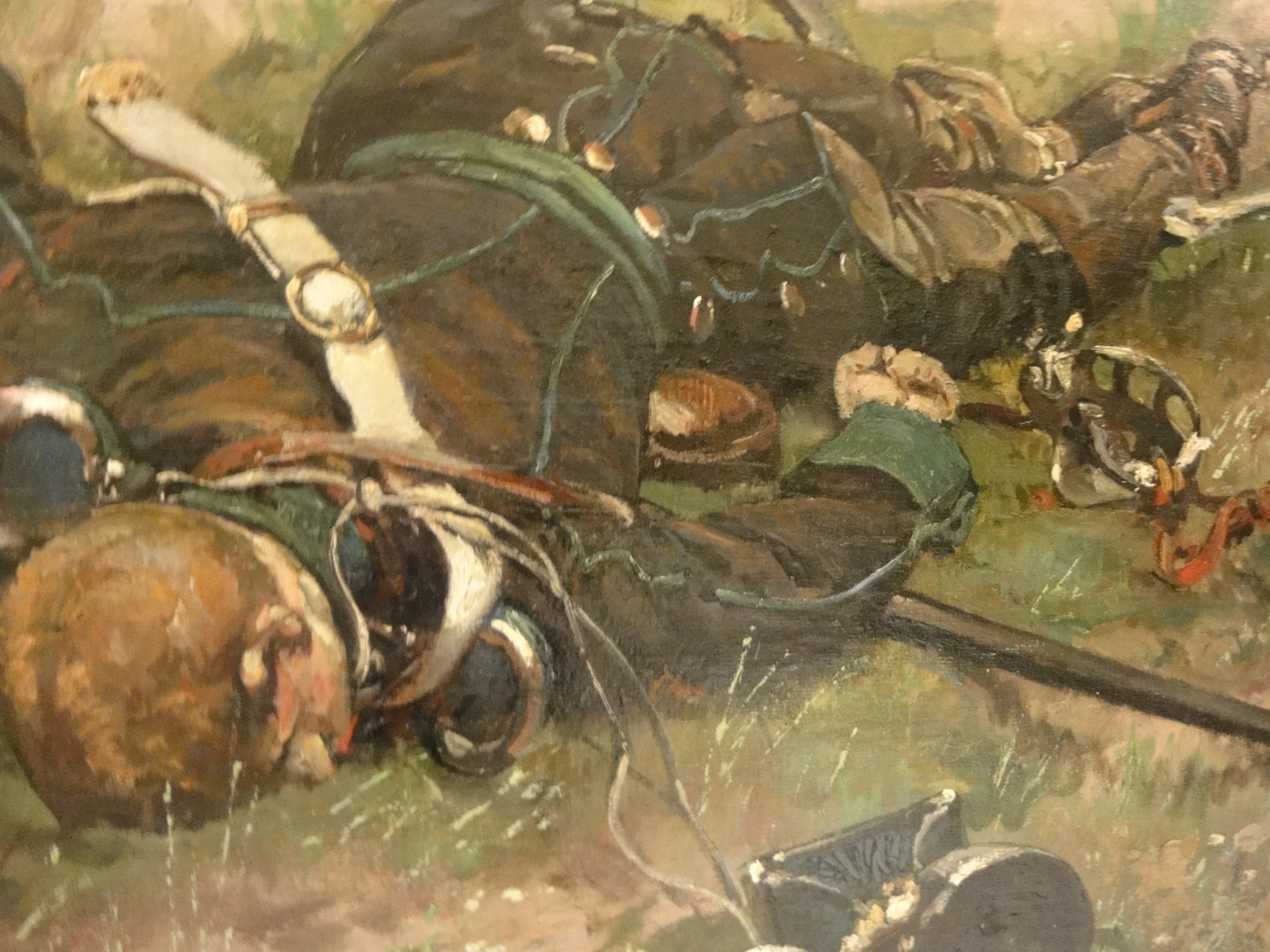
Édouard Detaille, Panorama de la bataille de Rezonville 16 août 1870. Uhlan du 16e RI Altmark, mort.
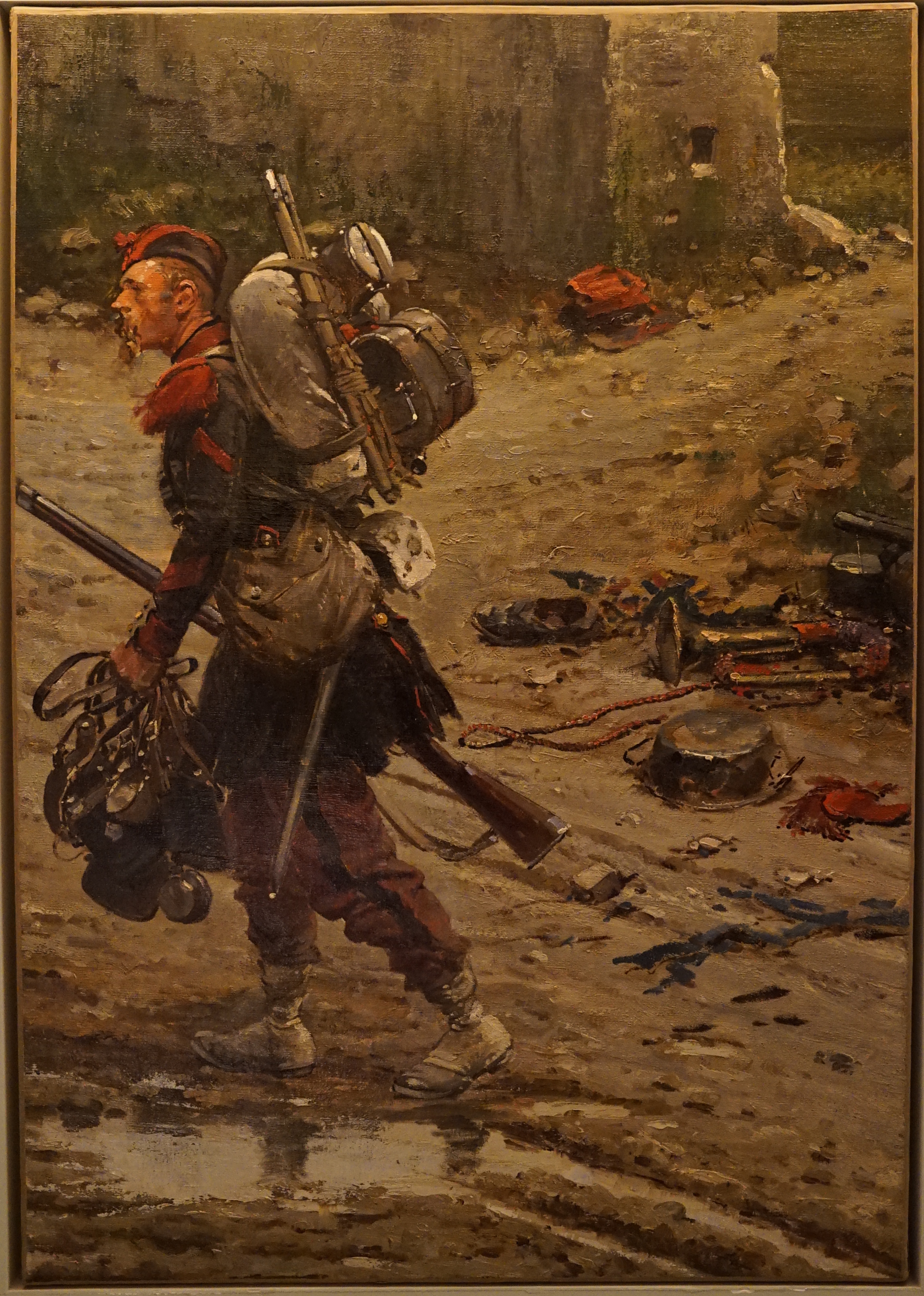
Édouard Detaille, Grenadier de la garde nationale en corvée d'eau.
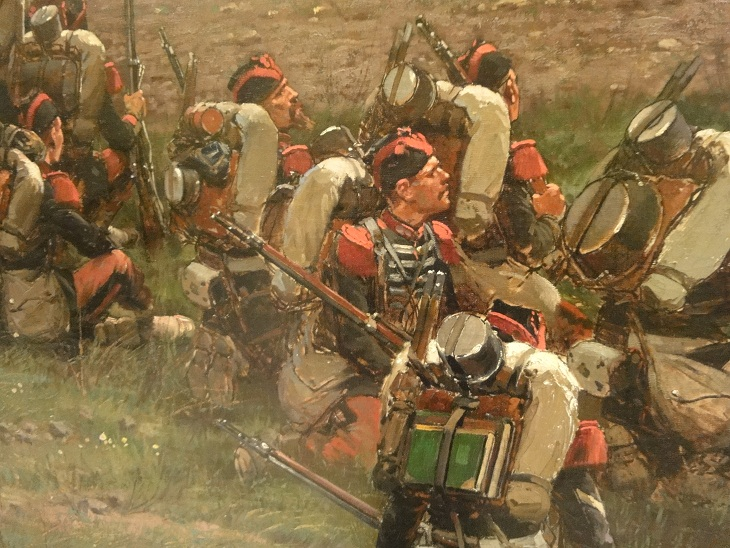
Édouard Detaille, Détachement de grenadiers de la garde impériale.